# 口泉乡
 口泉乡，是中华人民共和国山西省大同市云冈区下辖的一个乡。

## 行政區劃
2001年，南郊区行政区划调整，原口泉乡的12个村、赵家小村乡、西万庄乡合并设立新的口泉乡。口泉乡现下辖：
口泉村、回去村、同家梁村、银塘沟村、曹家窑村、四老沟村、郑家岭村、白洞村、永定庄村、里南沟村、店村、韩家窑村、赵家小村、米庄村、落里湾村、大路辛庄村、辛寨村、堡子店村、墙框堡村、苏庄村、西房子村、高庄村、甘河村、西万庄村、下窝寨村、郊城村、上窝寨村、羊坊村、榆林村、杨家窑村、小营村、张留庄村、郝庄村、五法村和窑子坡村。